# マンハッタン殺人ミステリー
『マンハッタン殺人ミステリー』（英: Manhattan Murder Mystery）は、1993年のアメリカ映画。監督・主演はウディ・アレン。コメディタッチのミステリーである。

## あらすじ
編集者のラリー（ウディ・アレン）と妻のキャロル（ダイアン・キートン）は倦怠期を迎えている。息子のニック（ザック・ブラフ）が大学生になって家を出てからというもの、二人だけで過ごす時間が増えていたが、お互いの趣味がなかなか合わない。
ある晩、同じマンションに住むハウス夫妻（ジェリー・アドラー、リン・コーエン）の家に招かれるが、翌日、ハウス夫人が心臓発作で死んだと聞かされる。夫のハウス氏が妻を殺したと疑うキャロルは、何とか証拠を見つけようと、友人のテッド（アラン・アルダ）の協力を得て、探偵ごっこを開始する。初めは相手にしていなかったラリーも一緒になって、隣の「殺人犯」を追い詰めるための「捜査」はどんどんエスカレートしていく。
ラリーはキャロルとテッドの意気投合ぶりが、嫉妬心から気になって仕方がない。そこにマーシャ（アンジェリカ・ヒューストン）というラリーが担当する作家が「捜査」に加わって、彼らの微妙な精神的三角関係や四角関係がからみながら、彼らの「捜査」はさらに進んでゆく。

## キャスト
※括弧内はVOD版日本語吹替（ソフト未収録）
- ラリー・リプトン: ウディ・アレン（牛山茂）
- キャロル・リプトン: ダイアン・キートン（佐々木優子）
- テッド: アラン・アルダ（佐久田脩）
- マーシャ・フォックス: アンジェリカ・ヒューストン（高島雅羅）
- ポール・ハウス: ジェリー・アドラー（内田紳一郎）
- リリアン・ハウス: リン・コーエン（塙英子）
- サイ: ロン・リフキン
- マリリン: ジョイ・ベハー
- ダルトン夫人: マージ・レッドモンド（伊沢磨紀）
- ニック・リプトン: ザック・ブラフ

## 撮影秘話
キャロル役には長年のアレンのパートナーであるミア・ファローが予定されていたが、ファローが共同の養子ディランへの性的虐待でアレンを告発したことにより、二人の関係は破綻した。代わって、アレンの元恋人のダイアン・キートンが出演した。